# Joseph Tardini
Joseph (Giuseppe) Giacomo Filippo Tardini, född 1817 i Hertigdömet Modena och Reggio, död 20 september 1851, var en italiensk ballongflygare. 
Tardini kom från en välsituerad familj. Han genomförda uppstigningar i Frankrike, Polen och Ryssland innan han kom till Danmark och Sverige. Hans ballong hette Samson och hade tillverkats i St. Petersburg. Tardini gjorde ett flertal ballonguppstigningar med charlierballongen i Sverige 1851. Det är folkfest på Tivoli i Djurgården när Tardini skall flyga med sin ballong Samson, före uppstigandet släpper de ett antal mindre ballonger för att se hur vindarna blåser, medan ballongen fylls med vätgas spelar hela Kungliga Andra Livgardets Musik-corps under ledning av Fredric Sjöberg. Kostnaden för att se uppstigningen var 16 skilling banko. Med på uppstigningen lovade Tardini att medtaga en Herre som dertill anmält sig.
Med på uppstigningen 13 juli 1851 var greve Per Ambjörn Sparre, som därmed blev den första svensk som dokumenterat flög. Efter starten viftade Tardini med en röd vit fana medan ballongen drev iväg mot sydväst. Den steg sedan till en betydande höjd och folkmassan tappade kontakten med den på grund av en frambrytande regnby. Ekipaget landade på en åker i Jakobsberg i Hornstull där en stor mängd folk samlades för att hjälpa till med nedpackandet av ballongen. Tardini och Sparre gör en ny uppstigning redan den 20 juli. Tardinis ballongflygningr var ett stort folknöje i Stockholm sommaren 1851. Bland annat kungafamiljen tillhörde de tusentals som följde flygningarna.
Under hösten 1851 förflyttade Tardini sig till Danmark där han genomförde uppvisningar samtidigt som han gjorde flera färder över Öresund. Han drunknade där vid en uppstigning den 20 september 1851. Det var den första dödsolyckan med ballong i Skandinavien.